# Maren van Spronsen
Maren van Spronsen (Delft, 22 januari 1987) is een Nederlandse oud-langebaanschaatsster die deel uitmaakt van het team van het Gewest Zuid-Holland. Ze is woonachtig in 's-Gravenzande en schaatste eerder voor het KNSB Opleidingsteam. Het seizoen 2006-2007 moest ze aan zich voorbij laten gaan vanwege een blessure.
Haar internationale doorbraak beleefde ze tijdens het WK Junioren 2006. Daar was ze de beste Nederlandse met op alle vier de afstanden top-10 posities en een vijfde positie in het eindklassement. Ook schaatste ze daar met Ingeborg Kroon en Foske Tamar van der Wal naar het wereldrecord op de ploegenachtervolging.
Op 29 juni 2010 maakte ze bekend te stoppen met de schaatssport.

## Persoonlijke records
| Afstand    | Tijd    | Datum            | Baan       |
| ---------- | ------- | ---------------- | ---------- |
| 500 meter  | 40,59   | 29 december 2005 | Heerenveen |
| 1000 meter | 1.19,07 | 30 december 2009 | Heerenveen |
| 1500 meter | 2.01,85 | 28 december 2008 | Heerenveen |
| 3000 meter | 4.20,21 | 12 maart 2006    | Erfurt     |
| 5000 meter | 7.54,49 | 15 januari 2006  | Groningen  |

Tevens in het bezit van het wereldrecord junioren op de ploegenachtervolging: 3.09,11 (12 maart 2006).

## Resultaten
| Jaar | NK Afstanden       | NK Sprint | NK Allround | WK Junioren        |
| ---- | ------------------ | --------- | ----------- | ------------------ |
| 2006 | 13e 500m 13e 1000m |           | 6e          | 5e · achtervolging |
| 2007 |                    |           |             |                    |
| 2008 | 20e 1000m          |           | NC14        |                    |
| 2009 |                    | 14e       | NC12        |                    |
| 2010 |                    |           | NC14        |                    |

 NC = niet gekwalificeerd voor de vierde afstand

### Medaillespiegel
| Kampioenschap | Goud | Zilver | Brons |
| ------------- | ---- | ------ | ----- |
| WK Junioren   | 1    | 0      | 0     |